# Lista över Burkina Fasos premiärministrar
Detta är en lista över Burkina Fasos regeringschefer.

## Övre Volta, självstyrande franskt territorium
| Namn              | Ämbetsperiod                        |
| ----------------- | ----------------------------------- |
| Ouezzin Coulibaly | 18 maj 1957 – 7 september 1958      |
| Maurice Yaméogo   | 7 september 1958 – 11 december 1959 |

## Republiken Övre Volta
| Namn                   | Ämbetsperiod                       |
| ---------------------- | ---------------------------------- |
| Gérard Kango Ouedraogo | 13 februari 1971 – 8 februari 1974 |
| Sangoulé Lamizana      | 8 februari 1974 – 7 juli 1978      |
| Joseph Conombo         | 7 juli 1978 – 25 november 1980     |
| Saye Zerbo             | 25 november 1980 – 7 november 1982 |
| Thomas Sankara         | 10 januari – 17 maj 1983           |

## Burkina Faso
| Namn                           | Ämbetsperiod                          | Noteringar                    |
| ------------------------------ | ------------------------------------- | ----------------------------- |
| Youssouf Ouedraogo             | 16 juni 1992 – 22 mars 1994           |                               |
| Roch Marc Christian Kaboré     | 22 mars 1994 – 6 februari 1996        |                               |
| Kadré Désiré Ouedraogo         | 6 februari 1996 – 7 november 2000     |                               |
| Paramanga Ernest Yonli         | 7 november 2000 – 4 juni 2007         |                               |
| Tertius Zongo                  | 4 juni 2007 – 18 april 2011           |                               |
| Luc-Adolphe Tiao               | 18 april 2011 – 30 oktober 2014       |                               |
| Ingen                          | 30 oktober 2014 – 19 november 2014    |                               |
| Yacouba Isaac Zida             | 19 november 2014 – 17 september 2015  | Tillförordnad premiärminister |
| Ingen                          | 17 september 2015 – 23 september 2015 |                               |
| Yacouba Isaac Zida             | 23 september 2015 – 29 december 2015  | Tillförordnad premiärminister |
| Ingen                          | 29 december 2015 – 6 januari 2016     |                               |
| Paul Kaba Thieba               | 6 januari 2016 – 19 januari 2019      | Avgick                        |
| Christophe Joseph Marie Dabiré | 24 januari 2019 – 10 december 2021    |                               |
| Lassina Zerbo                  | 10 december 2021 – 24 januari 2022    |                               |
| Albert Ouédraogo               | 3 mars 2022 – 20 oktober 2022         |                               |
| Apollinaire de Tambèla         | 20 oktober 2022 –                     |                               |